# Babel Fish
Babel Fish war eine Webanwendung von Yahoo zur automatischen Übersetzung von Texten. Der Name war eine Anlehnung an den Babelfisch aus Douglas Adams’ Roman Per Anhalter durch die Galaxis. Am 30. Mai 2012 stellte Yahoo den Dienst ein und leitete entsprechende Anfragen auf die Seite von Microsofts Bing Translator um.

## Beschreibung
Mit Babel Fish konnten kurze Textfragmente (bis zu 150 Wörter) und Webseiten übersetzt werden. Das Ziel von Babel Fish war es, dem Leser eine kostenlose schnelle Informativübersetzung („gisting translation“) eines fremdsprachigen Textabschnitts in die eigene Sprache zu ermöglichen. Babel Fish war nicht dazu geeignet, Texte korrekt in eine dem Benutzer unbekannte Fremdsprache zu übersetzen.
Die Software wurde von der 1968 in Kalifornien gegründeten Firma SYSTRAN, einem der ältesten Unternehmen auf dem Gebiet der Maschinenübersetzung, zur Verfügung gestellt. Die Kooperation begann 1997, als die Suchmaschine Altavista den Dienst erstmals auf ihrer Webseite zur Verfügung stellte und damit als erstes Unternehmen ein Internet-Übersetzungssystem anbot. Zunächst waren Übersetzungen in fünf Sprachen möglich: Englisch, Deutsch, Französisch, Spanisch und Italienisch.
Im deutschsprachigen Raum wurde Babel Fish 1998 durch die Übersetzung des Starr-Reports, der zum Impeachment-Verfahren gegen Bill Clinton führte, bekannt. Beispielsweise wurde eine Passage des Reports wie folgt übersetzt: „Im Verlauf des Flirtings mit ihm, hob sie ihre Jacke in der Rückseite an und zeigte ihm die Brücken ihrer Zapfenunterwäsche, die über ihr Hosen ausdehnten.“ Die Tätigkeit der Praktikantin Monica Lewinsky wurde mit „weiße Hausbeschäftigung als Internierter“ übersetzt. Das Programm erfreute sich trotz dieser Schwächen großer Beliebtheit. 1998 kam die Seite auf etwa 500.000 und im Jahr 2001 auf 1,3 Millionen Übersetzungen pro Tag. Das Sprachenangebot wurde in den folgenden Jahren weiter ausgebaut. Im Jahr 2003 begann auch der Konkurrent Google mit einem Online-Übersetzungdienst, Google Übersetzer, der zunächst auf der Systran-Software basierte. Im Oktober 2007 startete Google dann einen Übersetzungsdienst auf der Basis einer selbst entwickelten Software. Ab 25. April 2006 bot das heutige AltaVista-Mutterunternehmen Yahoo den Babel-Fish-Dienst auf seinen Websites an; bei AltaVista wurde der Dienst Anfang 2008 eingestellt.